# Andrea Venhaus
Andrea Venhaus (* Juli 1967 in Dortmund), auch bekannt unter dem Künstlernamen Needlewitch (Nadelhexe), ist eine deutsche Piercerin, Bodymodderin, Referentin und Schauspielerin.

## Leben
Andrea Venhaus erlernte ihre medizinischen Fähigkeiten unter anderem in der Altenkrankenpflege, der Schwerbehindertenbetreuung und als Referentin bei der Deutschen Aids-Hilfe.
1989 begann sie privat zu piercen und eröffnete 1993 das erste Piercingstudio als Untermieterin in Dortmund. Mit der Zeit kam zum Piercen das Cutten (1994) und Branden (1995) dazu, außerdem spaltet Venhaus seit 1996 auch Zungen, setzt Genital Beadings und andere Implantate und führt diverse weitere Formen von Bodymodifikationen durch. Sie kreierte 1994 die Technik des Staplings zur temporären Bodydecoration. 1999 begann sie als erste Branderin in Deutschland Brandings mit einem HF-Kauter (Hochfrequenz-Chirurgie-Gerät) durchzuführen, dies eröffnet völlig neue gestalterische Möglichkeiten bei Brandings. Venhaus brachte das Thema Piercing und Bodymodification seit 1994 immer wieder in die verschiedensten Medien, mit dem Ziel, auch positive Berichte in der Öffentlichkeit zu bewirken.
1994 gründete sie, zusammen mit Frank Oest, die Performancegruppe Lacrima Rubra, mit der sie seitdem gelegentlich mit Fakir-, Nadel- und Suspensionshows auftritt und auch in der WDR/Arte-Dokumentation Reiz der Haut von 1998 zu sehen ist. 2002 gründete sie ihr Studio Deep Metal Piercing.
Venhaus ist Mitbegründerin des Vereins „SMart-Rhein-Ruhr e.V.“ und hat in den zwei Jahren Gruppenarbeit vor der Vereinsgründung zusammen mit Claudia Packmohr die Grundlagen dieses Vereins geschaffen und die erste Satzung verfasst. Sie hat seit 1988 wichtige Pionierarbeit in der Öffentlichkeitsarbeit für die damals noch junge SM-Szene in Deutschland geleistet. Venhaus war unter anderem auch an der Gründung von „Quälgeist e.V.“ und der „Demokratischen Lesben- und Schwuleninitiative (DeLSI)“ beteiligt. Sie hat die erste Bisexuellengruppe LiBiDo und auch die erste S/M-Gruppe SexManiacs in Dortmund initiiert und spielte auch eine Rolle bei der Erstellung der sogenannten „Trierer Studie“ (Sadomasochismus – Szenen und Rituale, 1993), der ersten echten wissenschaftlichen Studie zum Thema SM in Deutschland. Sie hat seitdem bei der Entstehung diverser weiterer Studien- und Diplomarbeiten zum Thema SM, aber auch zu Piercing, Branding und Bodymodification mitgewirkt.

## Medienpräsenz
Venhaus veröffentlichte Artikel im deutschen TätowierMagazin und anderen Zeitschriften und war an zahlreichen Fernsehdokumentationen und Reportagen beteiligt.
Sie wirkte in dem Spielfilm Oi!Warning der Zwillingsbrüder Benjamin und Dominik Reding mit.
Sie war zum Beispiel bei Vera Int-Veen, Nicole Noevers, Hans Meiser und Ilona Christen zu Gast, aber auch bei Spiegel-TV-Talk. Außerdem haben unter anderem RTL im Mittagsjournal und in Explosiv, die Abendnachrichten von N24, das ZDF in Hallo Deutschland, der WDR in Planet Wissen, Arte mit der Dokumentation Reiz der Haut, Canal Plus France, SAT.1, VOX, RTL 2, Kabel 1 und die Abendnachrichten von Pro7 über Venhaus berichtet. Ebenso erschienen in diversen Zeitungen und Zeitschriften wie beispielsweise Marabo, Ruhr-Nachrichten, WAZ, BILD, Westfälische Nachrichten, Berichte und Porträts über Andrea Venhaus.
Anfang Januar 2009 zeigte RTL II Venhaus bei der Arbeit unter anderem mit Piercing und Cutting in der Sendung Exklusiv – Die Reportage mit dem Titel: Körper Extrem – Auffallen um jeden Preis mit ihrem Studio Deep Metal Piercing & Bodymodification.
Ein ausführliches Studioporträt gab es am 22. Januar 2009, ebenfalls von RTL II Exklusiv – Die Reportage mit dem Titel: Verbrannt und zugenäht – Körperkult in Deutschland, darin Branding, Implantat, Cutting, Piercing und Lip Sewing aus dem Deep Metal Studio.